# Gaoutsechen
Gaoutsechen (son nom signifie « bouquet de lotus ») est une prêtresse, chanteuse de Montou. Elle a vécu durant la XXIe dynastie.

## Généalogie
Son père est Menkhéperrê, grand prêtre d'Amon ; sa mère est la princesse Isetemkheb III, fille du pharaon tanite Psousennès Ier. Deux de ses frères, Nesbanebdjed II et Pinedjem II, deviennent successivement grands prêtres d'Amon à la suite de leur père. Gaoutsechen est mariée à Tjanéfer, troisième prophète d'Amon. Ils ont deux fils, Pinedjem qui est plus tard quatrième prophète, et Menkhéperrê, troisième prophète d'Amon, ainsi qu'une fille également nommée Gaoutsechen, chanteuse d'Amon-Rê,.

## Sépulture
Elle a été enterrée à Bab el-Gasus, où la plupart des membres de sa famille ont été enterrés. Son sarcophage ainsi qu'un papyrus funéraire sont maintenant  au musée égyptien du Caire. Le papyrus est une copie illustrée du livre des morts, qui montre les changements dans les textes funéraires au cours de la XXIe dynastie, lorsque le culte solaire et celle d'Osiris ont progressivement fusionnés. Par exemple, à l'origine Rê était mentionné (attesté à partir de copies du texte datant de la XVIIIe dynastie), mais ici est mentionné Osiris. Un autre hymne, appartenant initialement à Osiris, a été enrichi par des éléments solaires.